# ادواردو وونا
ادواردو وونا (انگلیسی: Edoardo Vona؛ زادهٔ ۱۶ دسامبر ۱۹۹۶) بازیکن فوتبال اهل ایتالیا است.